# دف جم رکوردینگز
دف جم رکوردینگ (به انگلیسی: Def Jam Recordings) یک ناشر موسیقی آمریکایی است که عمده تمرکز آن بر هیپ هاپ، و موسیقی شهری است. مالک آن یونیورسال میوزیک گروپ است.

## هنرمندان کنونی
- ۲ چینز
- افروجک
- آلیسیا کارا[۲]
- بیبی‌فیس
- بیگ شان
- کامن
- ایگی آزیلیا
- جاستین بیبر
- کانیه وست
- لیونا لوئیس
- لاجیک
- لوداکریس
- ناس
- تامیا
- تایگا